# Zkouška panenství

Různé typy panenských blan

Zkouška panenství či testování panenství je proces či praxe, při které je u dívek či žen ověřován stav panenské blány (hymen). Je založen na mylném předpokladu, že panenská blána může být narušena pouze v důsledku pohlavního styku. Jedná se o velmi kontroverzní praktiku, a to především s ohledem na následky u testovaných dívek a jednak pro nepřesnost samotného postupu. Organizace na ochranu lidských práv Amnesty International či Human Rights Watch tuto praktiku považují za porušení lidských práv a samotná zkouška panenství je v mnoha státech protizákonná.

## Důvody testování
Podle charitativní organizace AVERT, žilo ke konci roku 2007 v subsaharské Africe odhadem 22 milionů lidí nakažených virem HIV. Proti tomuto viru, způsobujícímu sexuálně přenosné onemocnění AIDS, se jednotlivé africké komunity snaží bojovat různě. Naboth Makoni ze Zimbabwe, který je vůdcem svého lidu, proto zavedl zkoušku panenství jako způsob ochrany proti viru HIV. Ta probíhá každý měsíc a doplňuje předmanželské povinné vyšetření ženicha na AIDS. V Jihoafrické republice, kde je zkouška panenství zakázána, žije kmen Zulu, který věří, že tato praxe dokáže zabránit šíření HIV a těhotenství mladistvých. Žena z kmene Zulu (45 let) uvedla pro deník The Washington Post: „Je důležité, že se dívky začnou bát chlapců. Protože jinak vás chlapec nejprve připraví o panenství a první věc, co poté zjistíte, bude, že jste těhotná a máte HIV.“

## Vlastní zkouška
Vlastní zkouška panenství se liší v závislosti na regionu. V oblastech, kde je lékař snadno dostupný, jako například v Turecku (než zavedlo zákaz této praxe), je prováděna v lékařské ordinaci. Nicméně v zemích, kde lékaři nejsou dostupní, provádí zkoušku často staré uznávané ženy či kdokoliv, komu je svěřena důvěra prověřit hymen dívek. To je běžná praxe mezi africkými kmeny, které tento test provádějí.
V závislosti na výsledku zkoušky panenství, tj. zdali je dívka prohlášena pannou či nikoliv, následuje radost nebo hněv. V kultuře kmene Zulu existuje tradice, při níž dívky jistého věku tancují pro krále. Tohoto tance se však mohou zúčastnit jen panny. Pokud je dívka po testování prohlášena pannou, je to pro rodinu čest. V opačném případě musí otec dívky zaplatit pokutu za „pošpinění“ komunity a ostatní dívky, prohlášené za panny, se mohou takové dívky stranit. Negativní výsledek zkoušky panenství tak může mít pro dívku i její rodinu potenciálně celoživotní následky.

## Kontroverze
Hlavní obavou, kterou lékaři nad zkouškou panenství vyjadřují, je skutečnost, že se nejedná o přesný způsob určení panenství. Dívka je totiž prohlášena pannou v případě, že je její panenská blána nedotčená. Ta však může být protržená nebo narušená masturbací a řadou nesexuálních aktivit, včetně jízdy na koni, gymnastiky a fyzické práce. Dále se, obdobně jako jiné fyzické rysy, vzhled a tvar panenské blány u různých osob liší a je dokonce možné, aby se dívka bez panenské blány narodila. Z toho důvodu absence panenské blány nemusí být nezbytně důkazem, že dívka není pannou.
Odpůrci této praxe označují zkoušku panenství za porušování lidských práv. Například organizace na ochranu lidských práv Amnesty International označuje zkoušku panenství za formu násilí proti ženám. V roce 1999 proběhl v Turecku průzkum na reprezentativním vzorku 118 lékařů. Celkem 90 % z nich uvedlo, že testy panenství jsou pro pacientky psychicky traumatické a více než 50 % z nich odpovědělo, že většina testů nebyla provedena s pacientčiným souhlasem.
Problematická je rovněž hygienická stránka vlastního testování. Antropolog sledující zkoušku panenství v Durbanu v Jihoafrické republice uvedl, že testující používal stejný pár chirurgických rukavic pro všech 85 dívek. Taková praxe může mít za následek ohrožení zdraví dívek, jelikož mnoho sexuálně přenosných nemocí se šíří přenosem tělních tekutin.
V některých státech je zkouška panenství protizákonná. Navzdory tomu jsou tyto zákazy, jako například v Jihoafrické republice, často porušovány. Zkouška panenství byla zakázána v Turecku v roce 1999 poté, co se pět dívek ve věku 12–16 let, kterým bylo vyhrožováno tímto testováním, pokusilo o sebevraždu.